# Cheval en France
Le cheval est, en France, l'objet d'une longue tradition d'élevage et de pratiques équestres, liées à la guerre, au travail, puis désormais au sport et au loisir. Il est également très présent dans l'Art et la culture, notamment à travers la littérature, la peinture et la sculpture.

## Pratiques et usages
Des relais de poste aux chevaux, généralement équipés d'une écurie, d'un atelier de maréchal-ferrant et d'une auberge, sont mis en place au XVe siècle. Les chevaux de Poste sont les ancêtres des races Breton, Ardennais et Percheron, aptes à la traction puissante au trot.
L'usage agricole des chevaux reste peu répandu avant le XVIIIe siècle, en raison de leur coût.
A la fin du XVIIIe siècle, 180 000 chevaux sont mis au travail en France pour tracter des véhicules hippomobiles. 
Un problème classique rencontré par les centres équestres de France réside dans l'inadéquation entre l'offre de chevaux grâce à l'élevage, et leur demande. Dans une société française où l'accent est mis sur la sécurité, il n'existe pas, ou trop peu de sélection des chevaux sur le caractère afin de les rendre adaptés à leur usage en centre équestre. Les gérants de ces structures doivent se débrouiller, parfois en faisant naître eux-mêmes des montures plus adaptées.
Depuis quelques années, le travail avec des chevaux de trait connaît une revalorisation certaine, généralement pour un motif patrimonial, tel que la préservation des races françaises de trait. Le concept de cheval territorial est ainsi une spécificité française, décrivant l'utilisation d'un cheval pour des missions de service public, dans environ 300 communes en 2015.

## Dans la culture
La littérature française traite souvent du cheval, mais sans forcément en faire son sujet principal. Sans avoir de collection ou de département dédiés, la thématique du cheval et de l'équitation est représentée sur Gallica à travers 220 titres centrés et plus de 250 estampes recensés en 2011, allant des traités d'équitation classiques aux revues d'agriculture, en passant par les publications officielles. « Gallica de par son volume et sa diversité témoigne d’une société française dans laquelle le cheval constitue un élément essentiel et structurant ».

#### Patrimoines
- Frédéric Jiméno et Dominique Massounie (dir.), Le cheval à Paris, Action artistique de la Ville de Paris, Paris, 2006  (ISBN 2-913246-56-7)
- Le cheval et ses patrimoines (1re partie), In Situ. Revues des patrimoines, 2012, no 18 (lire en ligne)
- Le cheval et ses patrimoines (2e partie), In Situ. Revues des patrimoines, 2015, no 27 (lire en ligne)